# Keish
Keish (1859 ou 1860 – 11 juillet 1916), légalement James Mason, plus connu par son surnom Skookum Jim Mason, est un Tagish dans ce qui est devenu le Yukon au Canada.  Il est né près du Bennett Lake , à la frontière entre la Colombie-Britannique et le Yukon, d’une femme Tahltan (qui, en vertu des conventions d’une société matrilinéaire, le rendait Tahltan). Il vivait à Caribou Crossing, aujourd'hui Carcross, Yukon, Canada. 

## Biographie
Keish est né vers 1855 aux environs du lac Bennett dans le territoire du Nord-Ouest. Il est le fils de Kaachgaawáa, chef du clan tlingit du Corbeau et de Gus’dutéen, du clan tagish du Loup.
Au milieu des années 1880, il travailla comme porteur sur le col Chilkoot, transportant des fournitures pour les mineurs, où il reçut son surnom de Skookum en raison de sa force extraordinaire.  Skookum signifie «fort», «gros» et «fiable» dans le jargon chinook et l'anglais régional tel qu'il est utilisé dans le nord-ouest du Pacifique. 
Il a assisté William Ogilvie dans son explorations du cours supérieur du fleuve Yukon.  Il a également montré aux membres de l'expédition le chemin à travers le col White. Keish est aujourd'hui co-crédité d'avoir fait la découverte de l'or à la concession de la découverte qui a conduit à la Ruée vers l'or du Klondike, bien qu'elle ait été attribuée à l'origine uniquement à George Carmack , son beau-frère. Il est également possible que la découverte ait été faite par la sœur de Keish, Shaaw Tláa (Kate Carmack). 

Carmack a décrit Skookum Jim comme : 

« straight as a gun barrel, powerfully built with strong sloping shoulders, tapering ... downwards to the waist, like a keystone.  He was known as the best hunter and trapper on the river, in fact he was a super-specimen of the northern Indian »

— Skookum Jim Oral History Project Archives
 Il est mort à Whitehorse au Yukon en 1916, laissant derrière lui une fille, Daisy Mason, sa sœur, Kate Carmack et son cousin, Tagish John.

## Hommage
En 2022, l'Union astronomique internationale retient la proposition de la Société d’astronomie du Yukon et de la Société royale d'astronomie du Canada,  et nomme l'astéroïde (10112) 1992 OP1 « Skookumjim », en l'honneur d'un des découvreur de l'or du Yukon.